# Castillo de Pfalzgrafenstein

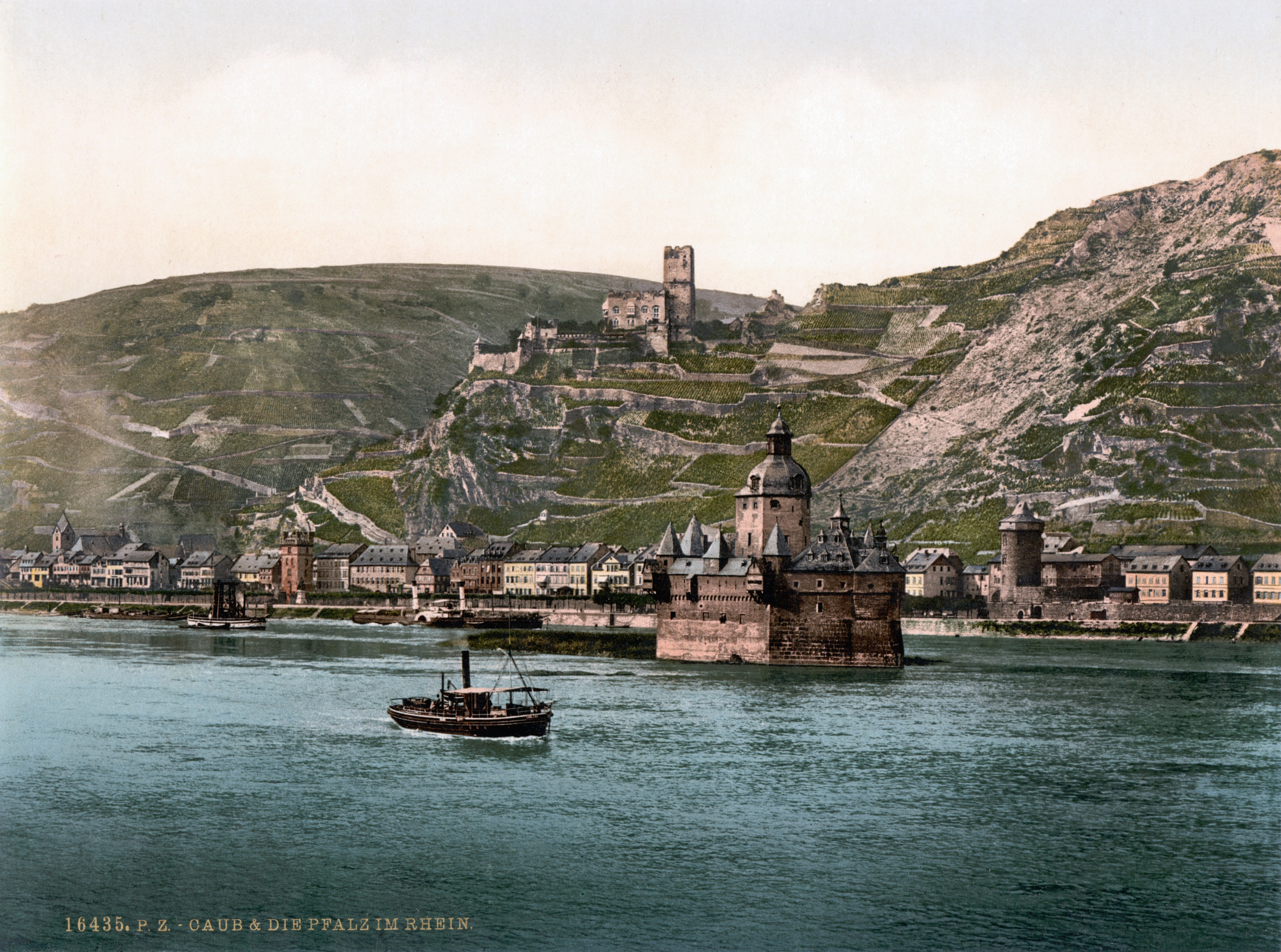
El castillo de Pfalzgrafenstein con el castillo de Gutenfels al fondo, hacia 1900.

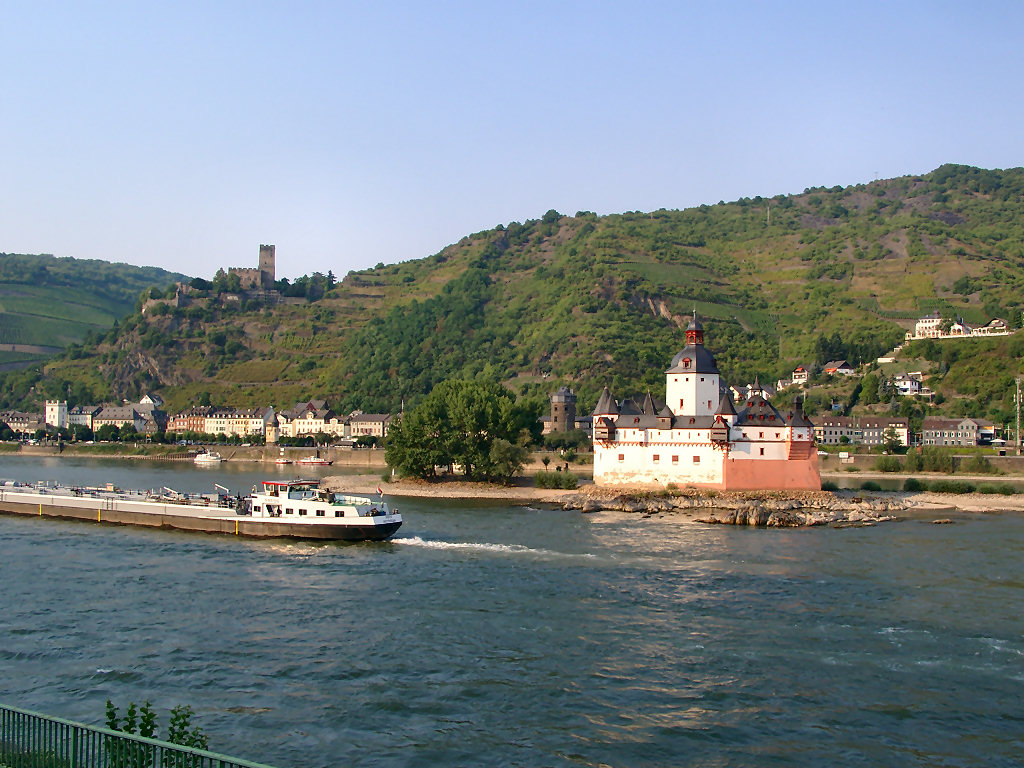
El castillo de Pfalzgrafenstein.

El castillo de Pfalzgrafenstein (traducible del alemán como roca del conde palatino, también conocido como el "Pfalz") es un castillo aduanero sobre el islote rocoso Falkenau en el Rin medio, frente a la villa de Kaub (Alemania). Este antiguo fuerte, famoso por su pintoresca ubicación, tiene una torre del homenaje pentagonal construida entre 1326 y 1327 por el emperador Luis IV de Baviera. Alrededor de la torre se levantó, entre 1339 y 1342, la muralla defensiva hexagonal, de dos metros de altura y hasta 2,60 m de grosor rematada por un camino de ronda techado. Modificaciones posteriores, realizadas entre 1607 y 1755, fueron las torretas de las esquinas, el bastión de artillería apuntando aguas arriba y la característica cubierta barroca de la torre, con la que alcanza una altura de 36 metros.
La función del castillo era la recaudación de impuestos, pues no podía ser evitado, ya que funcionaba conjuntamente con el castillo de Gutenfels y la villa fortificada de Kaub en la orilla derecha del río: una cadena que atravesaba el río forzaba a los barcos a detenerse, y aquellos comerciantes que no cooperasen, podrían ser retenidos en las mazmorras, consistentes en una balsa flotando en el pozo, hasta que se pagase el rescate. Su espartano cuartel albergaba una dotación de una veintena de hombres.
La isla sobre la que se erige el castillo fue usada para cruzar el Rin por 60.000 soldados prusianos bajo el mando del general Gebhard Leberecht von Blücher, en el invierno de 1814, en persecución de Napoleón.
El castillo fue adquirido por Prusia en 1866, y en 1867, una vez que ambas orillas del Rin fueron prusianas, cesó la recaudación de impuestos. Continuó siendo utilizado como puesto de señales para la navegación fluvial durante otro siglo. En 1946 el castillo pasa a ser propiedad del estado federado de Renania-Palatinado. Finalmente, este lo transformó en un museo. En la restauración de 2007 se recuperó la histórica combinación de colores del período barroco. El museo refleja las condiciones del siglo XIV, y el visitante no encontrará servicios como electricidad o baños. El acceso se realiza a través de un servicio de ferris desde la vecina Kaub.
No solo la ubicación es única en el "Pfalz", ya que junto con Marksburg y Burg Boppard forma parte de los pocos castillos nunca conquistados o destruidos en el Rin medio, resistiendo no solo guerras, sino también los ataques de la naturaleza, como las heladas y las crecidas del río. 
Esta zona es parte del conjunto denominado Valle Superior del Medio Rin, Patrimonio de la Humanidad por la Unesco desde 2002.